# عبد الله الصفتي
عبد الله الصفتي (القرن 20 -) هو ممثل مصري، رغم عدم حصوله على بطولة مطلقة، إلا أنه أكثر الممثلين رصيد في السينما المصرية، مثل أكثر من 232 فيلم ومسلسل تلفزيوني.

## حياته ومسيرته
بدأ مسيرته الفنية في نهاية حقبة السبعينيات من القرن العشرين، أدى أدوارا ثانوية عديدة في سهرات وأفلام ومسلسلات التليفزيون وبرع في الأدوار الدينية والتاريخية، ومن أهمها:
«على هامش السيرة» 1978 و«محمد رسول الله»1981 و«الأزهر الشريف منارة الإسلام» 1982 و«لا إله إلا الله» 1985 و«إمام الدعاة» 2003.

## أعماله
أهل الهوى
2013 - مسلسل
ابن ليل
2012 - مسلسل
حارة خمس نجوم
2012 - مسلسل
ربيع الغضب
2012 - مسلسل
نور مريم
2011 - مسلسل
أهل كايرو
2010 - مسلسل
بابا نور
2010 - مسلسل
عايزة أتجوز
2010 - مسلسل
الرجل والطريق
2009 - مسلسل
المصراوية ج2: في الريف والبنادر
2009 - مسلسل
حكايات البنات
2009 - مسلسل
في مهب الريح
2009 - مسلسل
ليالي
2009 - مسلسل
وكالة عطية
2009 - مسلسل
أغلى الناس
2008 - مسلسل
عدّى النّهار
2008 - مسلسل
قبلات مسروقة
2008 - فيلم
القرار
2007 - مسلسل
حاسبوا منه
2007 - مسلسل
قلب امرأة
2007 - مسلسل
من أطلق الرصاص على هند علام
2007 - مسلسل
نادي القلوب الجريحة
2007 - مسلسل
اسلحة دمار شامل
2006 - مسلسل
القاهرة ٢٠٠٠
2006 - مسلسل
أولاد الشوارع
2006 - مسلسل
بنت بنوت
2006 - مسلسل
إضحك قبل الضحك مايغلا
2005 - مسلسل
الشارد
2005 - مسلسل
المنادي
2005 - مسلسل
سارة
2005 - مسلسل
عبده
كارنتينا
2005 - مسلسل
من غير ميعاد
2005 - مسلسل
أحلام البنات
2004 - مسلسل
الإمام النسائي
2004 - مسلسل
بنت أفندينا
2004 - مسلسل
محمود المصري
2004 - مسلسل
اختطاف
2003 - مسلسل
الحقيقة والسراب
2003 - مسلسل
أنوار الحكمة
2003 - مسلسل
حكايات زوج معاصر
2003 - مسلسل
شمس يوم جديد
2003 - مسلسل
قمر سبتمبر
2003 - مسلسل
ملك روحي
2003 - مسلسل
إمام الدعاة
2002 - مسلسل
أميرة في عابدين
2002 - مسلسل
أين قلبي
2002 - مسلسل
جائزة نوفل
2002 - مسلسل
جحا المصري
2002 - مسلسل
طيور الشمس
2002 - مسلسل
أبو طفلة متبرعة بالكلي
نور القمر
2002 - مسلسل
البيضاء
2001 - مسلسل
السيرة الهلالية ج3
2001 - مسلسل
من الدراويش
الكومي
2001 - مسلسل
آمال وأقدار
2001 - مسلسل
عوض وجحا
2001 - مسلسل
العائلة والناس
2000 - مسلسل
حروف النصب
2000 - مسلسل
حلم آخر الليل
2000 - مسلسل
الرجل الآخر
1999 - مسلسل
ألف ليلة وليلة: ذات المال
1999 - مسلسل
سامحوني ماكنش قصدي
1999 - مسلسل
لعبة كل يوم
1999 - مسلسل
الأب
1998 - مسلسل
الحساب
1998 - مسلسل
الضوء الشارد
1998 - مسلسل
بنات سعاد هانم
1998 - مسلسل
ذكاء شرطي
1998 - سهرة تليفزيونية
رياح الشرق
1998 - مسلسل
سعيكم مشكور
1998 - مسلسل
الخزنة دي مش لازم تتسرق
1997 - سهرة تليفزيونية
السيرة الهلالية ج1
1997 - مسلسل
الشارع الجديد
1997 - مسلسل
حسن
القضاء في الإسلام ج7
1997 - مسلسل
عباسية واحد
1997 - مسلسل
صول
هارون الرشيد
1997 - مسلسل
أبو العلا ٩٠
1996 - مسلسل
شعبان
إسم الشهرة
1996 - سهرة تليفزيونية
أيام الغربة
1996 - مسلسل
حواء والتفاحة
1996 - مسلسل
شقة الحرية
1996 - مسلسل
نوادر العرب
1996 - مسلسل
اثنين في واحد
1995 - مسلسل
الزيني بركات
1995 - مسلسل
الضحية والجزار
1995 - مسلسل
المال والبنون ج2
1995 - مسلسل
مرشدي
أنا اللي أستاهل
1995 - مسلسل
على باب الوزير
1995 - مسلسل
السقوط في بئر سبع
1994 - مسلسل
عويس
الكرات الذهبية
1994 - مسلسل
أم هلال في القاهرة
1994 - مسلسل
بوابة المتولي
1994 - مسلسل
عمر بن عبدالعزيز
1994 - مسلسل
لا
1994 - مسلسل
الصمت
1993 - مسلسل
العودة الأخيرة
1993 - مسلسل
بنت بطوطة
1993 - مسلسل
دموع صاحبة الجلالة
1993 - مسلسل
ذئاب الجبل
1993 - مسلسل
قشتمر
1993 - مسلسل
كلام رجالة
1993 - مسلسل
محمد رسول الله إلى العالم
1993 - مسلسل
السرعة لا تزيد عن صفر
1992 - فيلم
المال والبنون ج1
1992 - مسلسل
مرشدي
بيت العيلة
1992 - مسلسل
جنة حتحوت
1992 - مسلسل
وما زال النيل يجري
1992 - مسلسل
صلحاوي
ألف ليلة وليلة
1991 - مسلسل
اللعبة المجنونة
1991 - مسلسل
النوّة
1991 - مسلسل
رحلة أبو الوفا
1991 - مسلسل
شموع لا تنطفئ
1991 - مسلسل
إسطبل عنتر
1990 - مسلسل
الاختيار
1990 - مسلسل
البعض يتسلّق الهرم
1990 - مسلسل
الخروج من الجلد
1990 - سهرة تليفزيونية
الغفران
1990 - مسلسل
ألف ليلة وليلة: حمال الأسية
1990 - مسلسل
مجالس العرب: من مجالس هارون الرشيد
1990 - مسلسل
الماضي يأتي غدًا
1989 - مسلسل
أمينة
1989 - مسلسل
بالوالدين احسانا
1989 - مسلسل
حدث في بيت القاضي
1989 - مسلسل
زهرة من بستان
1989 - مسلسل
كلاكيت آخر مرة
1989 - سهرة تليفزيونية
عامل
ليالي الحلمية ج2
1989 - مسلسل
محاكمة الجيل
1989 - مسلسل
مع استعمال الرأفة
1989 - سهرة تليفزيونية
أشواقي بلا حدود
1988 - مسلسل
الراية البيضا
1988 - مسلسل
بابا ملياردير
1988 - سهرة تليفزيونية
حياتي
1988 - برنامج
رأفت الهجان ج1
1988 - مسلسل
طالع النخل
1988 - فيلم
لا إله إلا الله ج4
1988 - مسلسل
نور الإيمان
1988 - مسلسل
أصوات تبحث عن ميكروفون
1987 - مسلسل
الطبري
1987 - مسلسل
القضاء في الإسلام ج1
1987 - مسلسل
المباراة
1987 - مسلسل
دولت فهمي التي لم يعرفها أحد
1987 - سهرة تليفزيونية
عبدالصمد
رفاعة الطهطاوي
1987 - مسلسل
سعدون تحت الطبع
1987 - مسرحية
سلطان العلماء
1987 - مسلسل
لص 1
عصفور النار
1987 - مسلسل
غداً تدق الأجراس
1987 - مسلسل
فرفشة ج2
1987 - مسلسل
لا إله إلا الله ج3
1987 - مسلسل
وكسبنا القضية
1987 - مسلسل
الأنصار
1986 - مسلسل
البحيرات المرة
1986 - مسلسل
الحب وأشياء أخرى
1986 - مسلسل
الحفرة
1986 - سهرة تليفزيونية
الذئب الأزرق
1986 - مسلسل
الطاحونة ج2
1986 - مسلسل
حادي بادي
1986 - مسلسل
رحلة السيد أبو العلا البشري
1986 - مسلسل
بسطاوي
ابن عمار
1985 - مسلسل
البحث عن السعادة
1985 - مسلسل
المحروسة ٨٥
1985 - مسلسل
بلاد السعادة
1985 - مسلسل
حكايات هو وهي
1985 - مسلسل
صح النوم
1985 - مسلسل
عودة من الحلم الوردي
1985 - سهرة تليفزيونية
لا إله إلا الله ج1
1985 - مسلسل
أجمل الزهور
1984 - مسلسل
أخو البنات
1984 - مسلسل
السنين
1984 - مسلسل
حواديت زمان
1984 - مسلسل
رفقًا أيها الأبناء
1984 - مسلسل
غابة من الأسمنت
1984 - مسلسل
محمد رسول الله ج4
1984 - مسلسل
البحث عن الضحية
1983 - مسلسل
العمر له بقية
1983 - مسلسل
حتى لا يختنق الحب
1983 - مسلسل
زهراء الأندلس
1983 - مسلسل
زواج سعيد جدا
1983 - سهرة تليفزيونية
عطفة خوخة
1983 - مسلسل
عمرو بن العاص
1983 - مسلسل
نهاية العالم ليست غدًا
1983 - مسلسل
أديب
1982 - مسلسل
الأزهر الشريف منارة الإسلام
1982 - مسلسل
الجسر
1982 - مسلسل
زهرة البنفسج
1982 - مسلسل
كان ياما كان
1982 - مسلسل
ليلة القبض على فاطمة
1982 - مسلسل
أبواب المدينة ج1
1981 - مسلسل
أم مثالية
1981 - سهرة تليفزيونية
محمد رسول الله ج2
1981 - مسلسل
آسفة أرفض الطلاق
1980 - فيلم
دموع في عيون وقحة
1980 - مسلسل
صيام صيام
1980 - مسلسل
محمد رسول الله ج1
1980 - مسلسل
معروف الإسكافي
1980 - مسلسل
واهتزت الأرض
1980 - مسلسل
الأيام
1979 - مسلسل
الباحثة
1979 - مسلسل
الشوارع الخلفية
1979 - مسلسل
لعبة القدر
1979 - مسلسل
أبناء في العاصفة
1978 - مسلسل
على هامش السيرة
1978 - مسلسل
وفاء بلا نهاية
1978 - مسلسل
إسألوا الأيام
1977 - مسلسل - اذاعي
أبو زيد والناعسة
0 - مسلسل
الإمام مسلم
0 - مسلسل
الثأر
0 - سهرة تليفزيونية
الحاجة
0 - سهرة تليفزيونية
الحبال المقطوعة
0 - سهرة تليفزيونية
الحلم والمطر
0 - مسلسل
الخروج من الشرنقة
0 - مسلسل - تمثيلية
الرحلة
0 - مسلسل
الزمار
0 - سهرة تليفزيونية
الكابتن والوردة
0 - سهرة تليفزيونية
المال الحلال
0 - سهرة تليفزيونية
المرأة الأخرى
0 - مسلسل - اذاعي
النور والنار
0 - سهرة تليفزيونية
الهويس
0 - مسلسل
أمانتك مهر لأبنتي
0 - سهرة تليفزيونية
حالة قتل
0 - سهرة تليفزيونية
خاتم السعد
0 - مسلسل
دعوة أم
0 - سهرة تليفزيونية
رفع الستار
0 - مسلسل
زهور تتفتح
0 - مسلسل
شمس الخريف
0 - مسلسل
صاحبة العصمة
0 - سهرة تليفزيونية
صور غريبة
0 - مسلسل
عباد الرحمن
0 - مسلسل
عبدالرحمن بن أبي بكر
0 - مسلسل
عجيبة
0 - سهرة تليفزيونية
عفوًا عزيزي الأب
0 - سهرة تليفزيونية
في سبيل برقوق
0 - مسرحية
وتبقى الذكريات
0 - سهرة تليفزيونية
وطلع البدر
0 - سهرة تليفزيونية